# Sozialdemokratische Korrespondenz
Die Sozialdemokratische Korrespondenz war ein von Julian Balthasar Marchlewski, Franz Mehring und Rosa Luxemburg herausgegebener Artikeldienst der deutschen Linken, der dreimal wöchentlich in jeweils 150 hektografierten Exemplaren erschien, erstmals am 27. Dezember 1913.
Die Korrespondenz wurde von 60 sozialdemokratischen Zeitungen und mehreren Einzelpersonen regelmäßig bezogen. Sie enthielt politische Leitartikel, und die wirtschaftlichen Rundschauen waren zum Nachdruck vor allem in kleinen sozialdemokratischen Zeitungen gedacht.
Die Korrespondenz stellte einen Versuch der Linken dar, auch nach ihrer Verdrängung aus der Redaktion der Leipziger Volkszeitung im November 1913 weiterhin öffentlich zu sprechen. Dieser Versuch fand jedoch wenig Resonanz bei den Redakteuren und Herausgebern der Parteiorgane. Am häufigsten wurden bis August 1914 die Artikel Mehrings gedruckt.
Unter den Bedingungen des Burgfriedens seit Beginn des  Ersten Weltkriegs erschien ab Januar 1915 nur noch einmal wöchentlich Marchlewskis „Wirtschaftliche Rundschau“, deren letzte Ausgabe am 13. Mai 1915 als Nr. 144 ausgeliefert wurde.